# Emmanuel Corrèze
Emmanuel Corrèze (* 9. März 1982 in Arles) ist ein französischer ehemaliger Fußballspieler.

## Karriere
Corrèze begann seine Karriere beim französischen Topklub Olympique Marseille, wo ihm jedoch nicht der Sprung in die erste Mannschaft gelang. Daher wechselte er 2003 zu Gazélec FCO Ajaccio und ein Jahr später nach Belgien zum Antwerper Verein Germinal Beerschot. Ab 2005 spielte er in seiner Heimat beim AC Arles-Avignon. Mit diesem stieg er 2010 in die erste französische Liga auf und kam dort auf acht Einsätze. Nach dem Abstieg im darauffolgenden Jahr ging er zu Olympique Nîmes. Er kam auf sporadische Einsätze, schaffte mit der Mannschaft 2012 den Aufstieg in die Zweitklassigkeit und spielte anschließend keine Rolle mehr.